# São Paulo dos Mortos
São Paulo dos Mortos é uma série de romances gráficos criada pelo roteirista Daniel Esteves com a participação de diversos desenhistas. Já foram lançados três volumes, cada um com cinco diferentes histórias ambientadas no mesmo universo ficcional: a cidade de São Paulo após uma infestação de zumbis. O primeiro volume foi publicado de forma independente em 2013, financiado pela plataforma de crowdfunding Catarse (mesmo modelo de publicação seguido pelo terceiro volume). O terceiro volume da série ganhou o 29º Troféu HQ Mix em 2017 na categoria "melhor publicação independente de grupo".

## Relação de desenhistas de cada volume
- São Paulo dos Mortos - volume 1 (2013) - Al Stefano, Alex Rodrigues, Jozz, Ibraim Roberson, Lucas Perdomo, Laudo Ferreira, Omar Viñole, Samuel Bono, Wagner de Souza e Wanderson de Souza[7]
- São Paulo dos Mortos - volume 2 (2014) - Samuel Bono, Will, Al Stefano, Laudo Ferreira e Denis Mello[8]
- São Paulo dos Mortos - volume 3 (2016) - Alex Rodrigues, Al Stefano, Samuel Bono, Omar Viñole e Sueli Mendes[9]